# Cellers (Pont de Suert)
Cellers, también llamado Celles , era un pueblo del municipio de Pont de Suert, en la comarca de la Alta Ribagorza,  en la provincia de Lérida, España. Pertenecía al antiguo término municipal propiamente llamado Pont de Suert.
Estaba situado en un enclave de 5,34 km² al suroeste de la parte principal del término municipal de Pont de Suert, y quedaba rodeado al oeste por el término municipal oscense de Sopeira, al sureste por el antiguo término municipal de Espluga de Serra, en la actualidad anexionado a Tremp (Lérida).
Hay diversas teorías sobre el enclave de Cellers.  Una de ellas cuenta que la construcción del pantano de Escales hizo desaparecer el pueblo, que quedó anegado bajo las aguas del pantano.  Otra dice que el pueblo se encontraba en el "Tossal (cerro) de les Casetes" , en la orilla derecha del río Noguera Ribagorzana. Junto a este cerro hay un paso llamado "Collada de Celles". De momento, lo único que se conoce es la ubicación del puente de Celles, en el paraje llamado "Los Passos".
Según Joan Coromines, Cellers proviene del latín cellarios, cuyo significado es despensa(en plural). Ya en catalán medieval el término tomó el significado de habitación profunda y subterránea para el vino, pero también se aplicaba al grano. No es extraño este origen teniendo en cuenta la situación del pueblo y todo lo que se recolectaba a sus alrededores: cereales y uvas.
- Datos: Q16545320